# Fort Verle
Fort Verle (přesněji Fort Busa di Verle a německy Werk Verle) je rakousko-uherská vojenská pevnost nacházející se na planině Piana di Vezzena v nadmořské výšce 1504 m n. m. v provincii Trento, nedaleko pevnosti fort Vezzena. Pevnost patří do rozsáhlého systému rakousko-uherských opevnění na italské hranici a je jednou ze sedmi pevností Lavaronsko-folgarské bariéry.
Pevnost se nachází poblíž průsmyku passo Vezzena v severozápadní části náhorní plošiny Altopiano dei Sette Comuni na území obce Levico Terme.

## Historie
Pevnost byla postavena Rakousko-Uherskem v prvním desetiletí 20. století a nacházela se ve strategické oblasti nedaleko hranic s Italským královstvím. Během první světové války byla několikrát těžce ostřelována italskou armádou (zejména z pevností fort Verena a fort Campolongo), a to do té míry, že i přes havarijní stav budovy je dodnes možné pozorovat krátery po dělostřeleckých granátech.
Po jarní ofenzivě v květnu 1916 byl těžce poškozený fort z velké části opraven a přestavěn. Zůstal jako spojovací bod k systému náhorních plošin. Současný havarijní stav pevnosti byl způsoben především odebráním ocelových částí kopulí a pancéřových štítů italskou vládou v souvislosti s přípravou etiopské války v roce 1936. Zbytek škod byl napáchán bezprostředně po druhé světové válce.
V posádce pevnosti bojovali během Velké války také rakouský spisovatel Fritz Weber a jihotyrolský režisér a spisovatel Luis Trenker.

## Výzbroj
Fort byl vyzbrojen čtyřmi 100mm houfnicemi, umístěnými pod 25 cm silnými otočnými pancéřovými kopulemi; čtyřmi 6 cm kanóny v tzv. protibloku; dvěma kanóny (80 mm) v baterii „Traditor“; a 15 kulomety. Posádku tvořilo 200 dělostřelců a 100 pěšáků pod velením nadporučíka Giebermanna a poté podporučíka Julia Papaka.

## Galerie

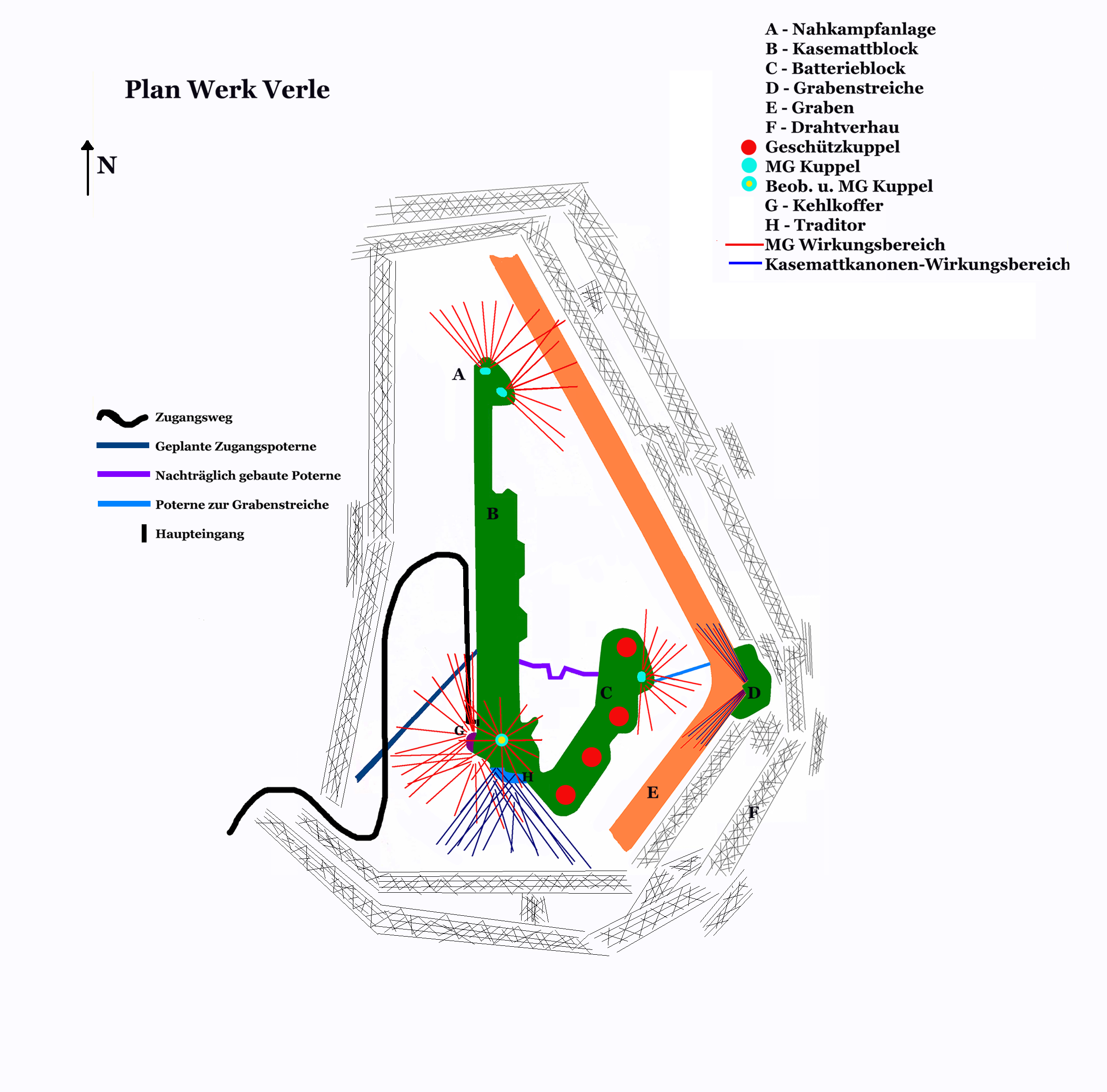
plán pevnosti
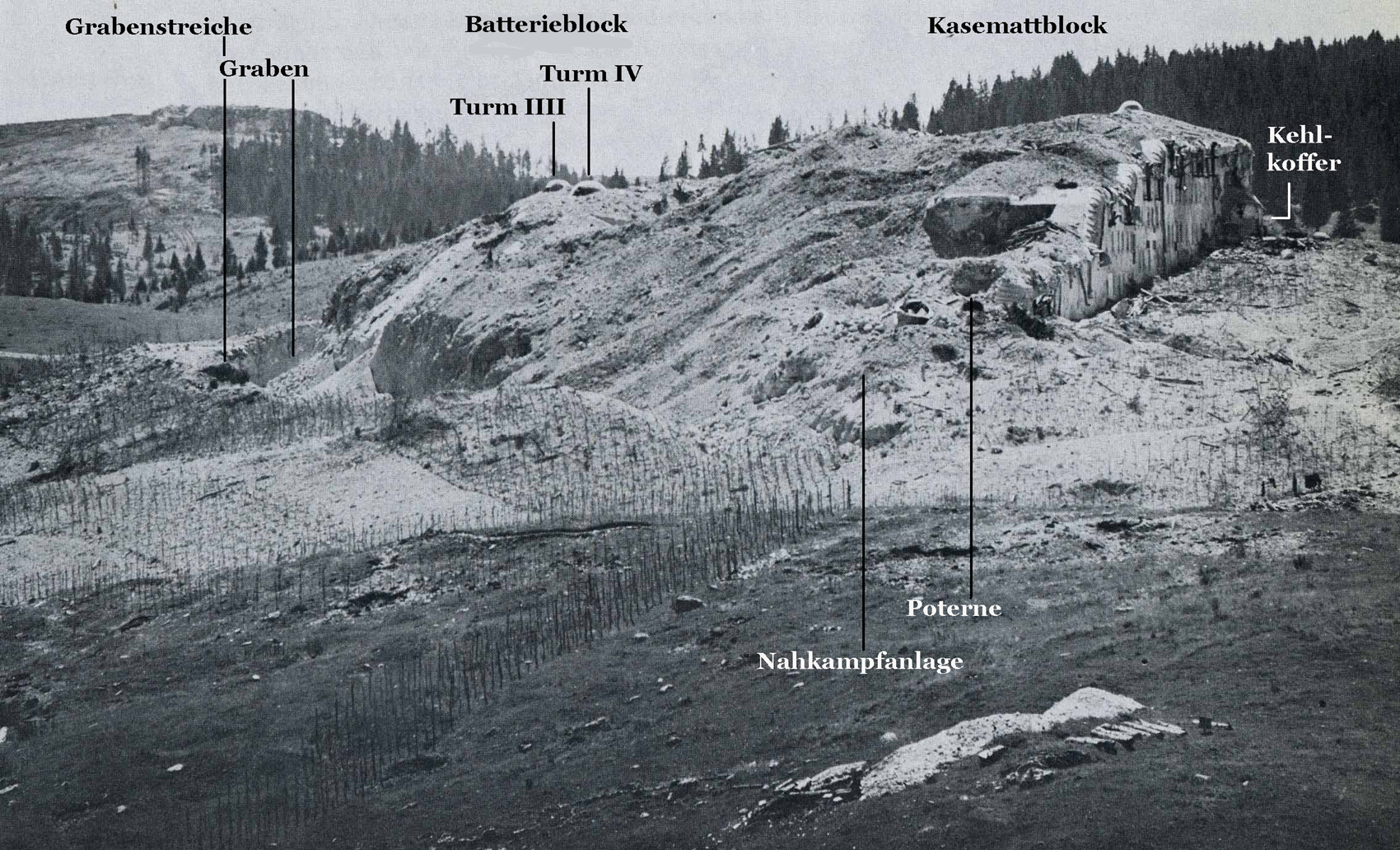
Obrázek pevnosti za války
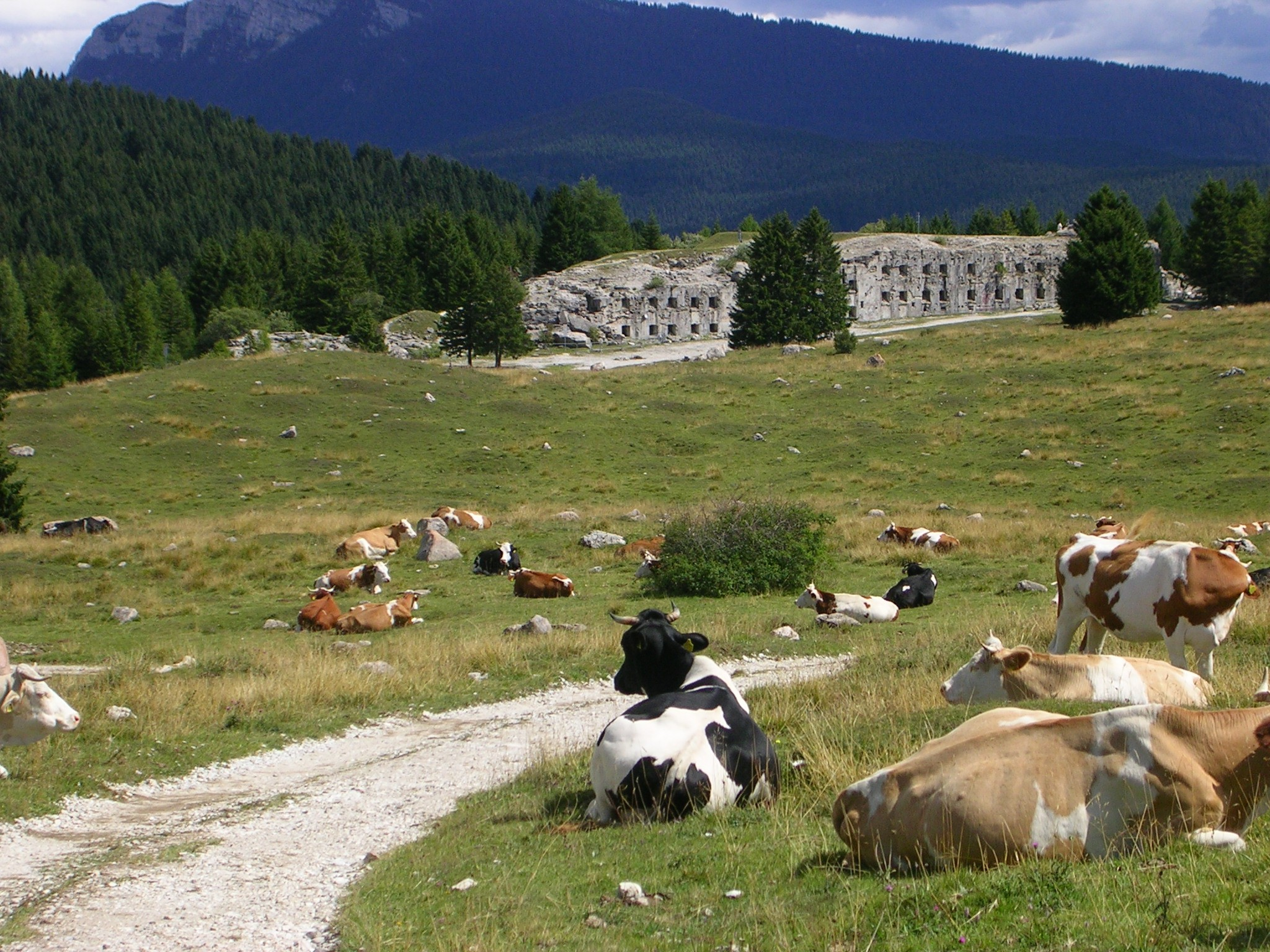
Pevnost dnes (v pozadí Monte Verena, na jejímž vrcholu se nacházela stejnojmenná pevnost, která bombardovala fort Verle)
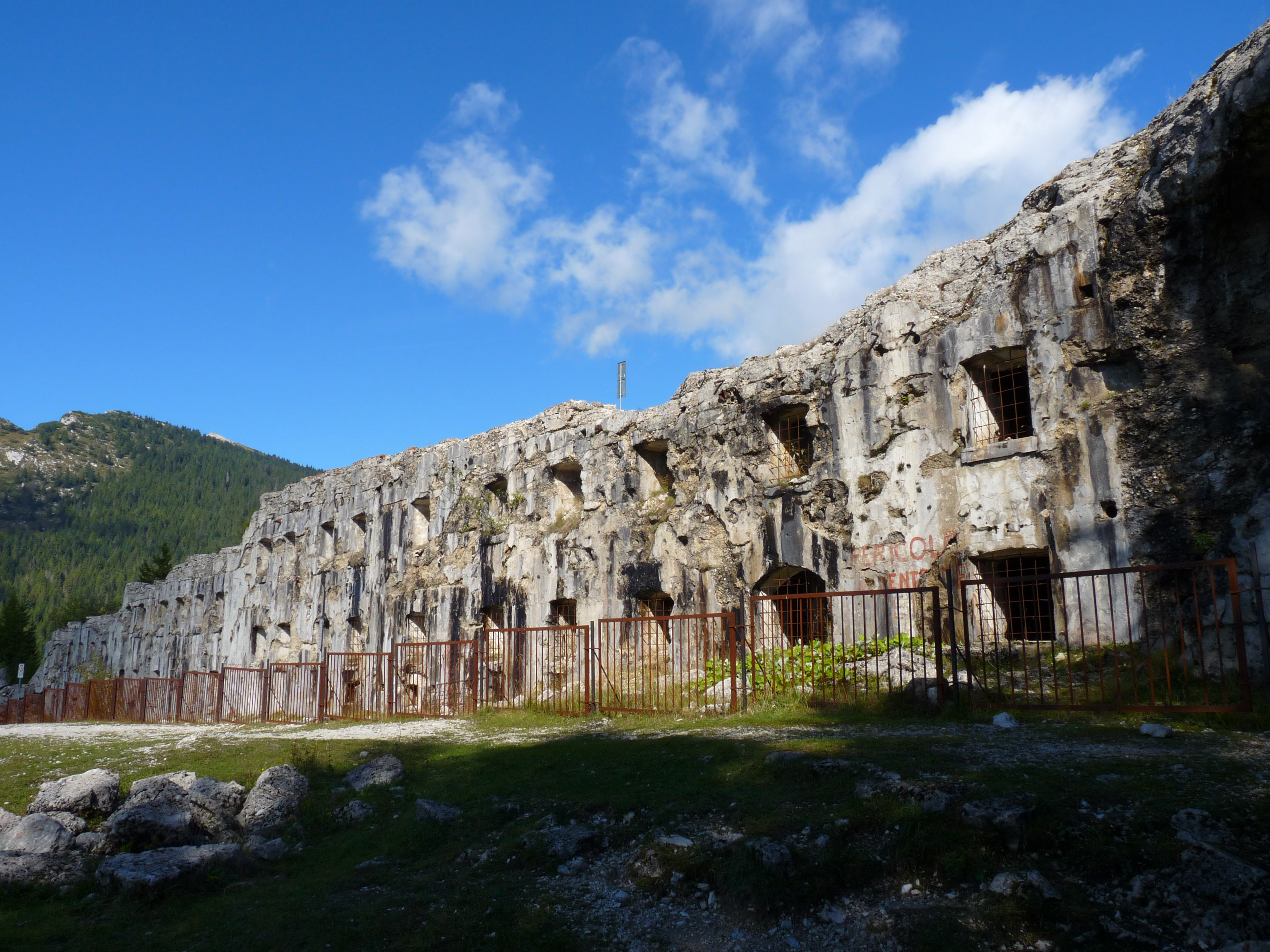
trosky pevnosti fort Werle
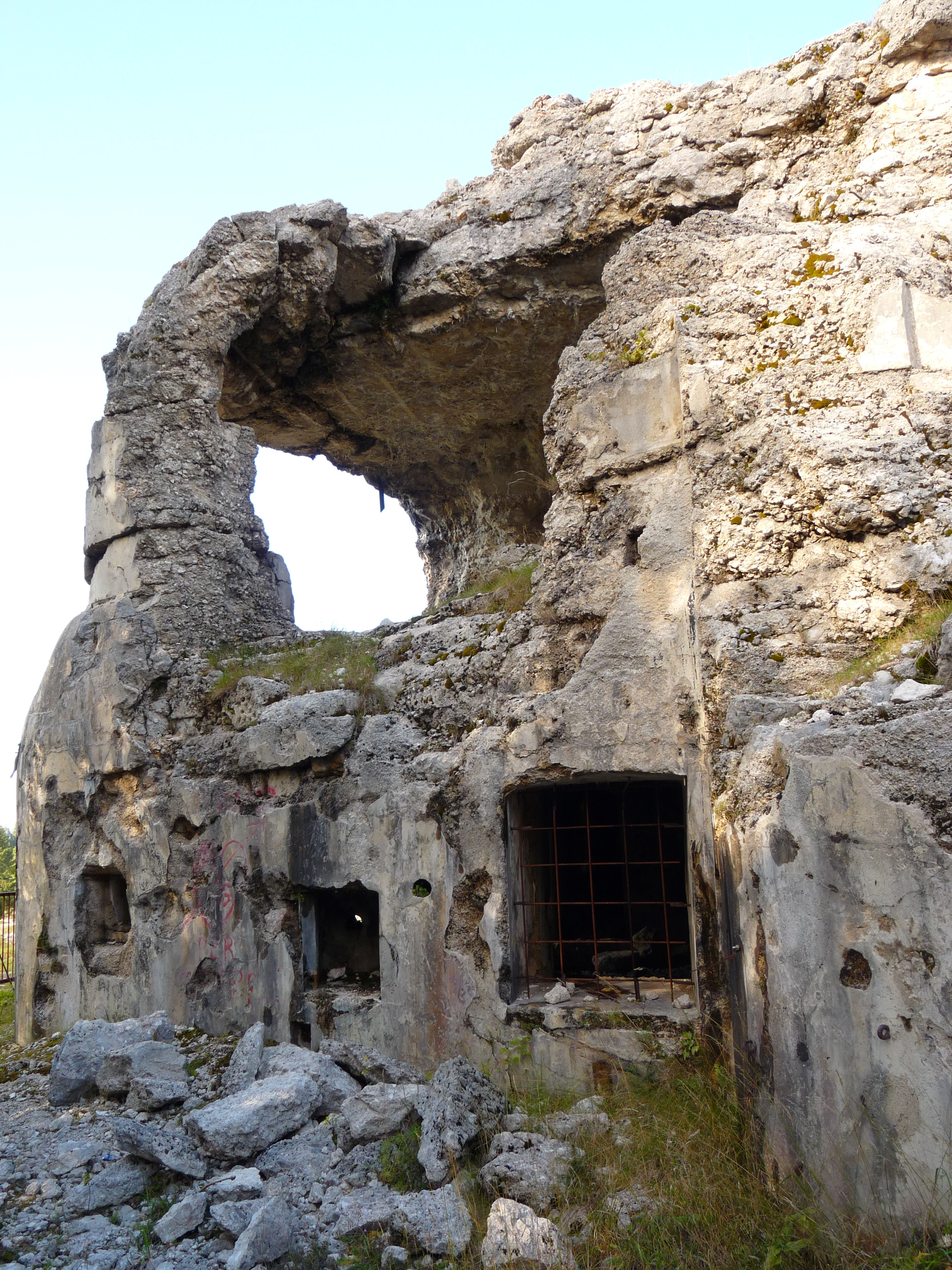
Detail jižní strany pevnosti fort Werle
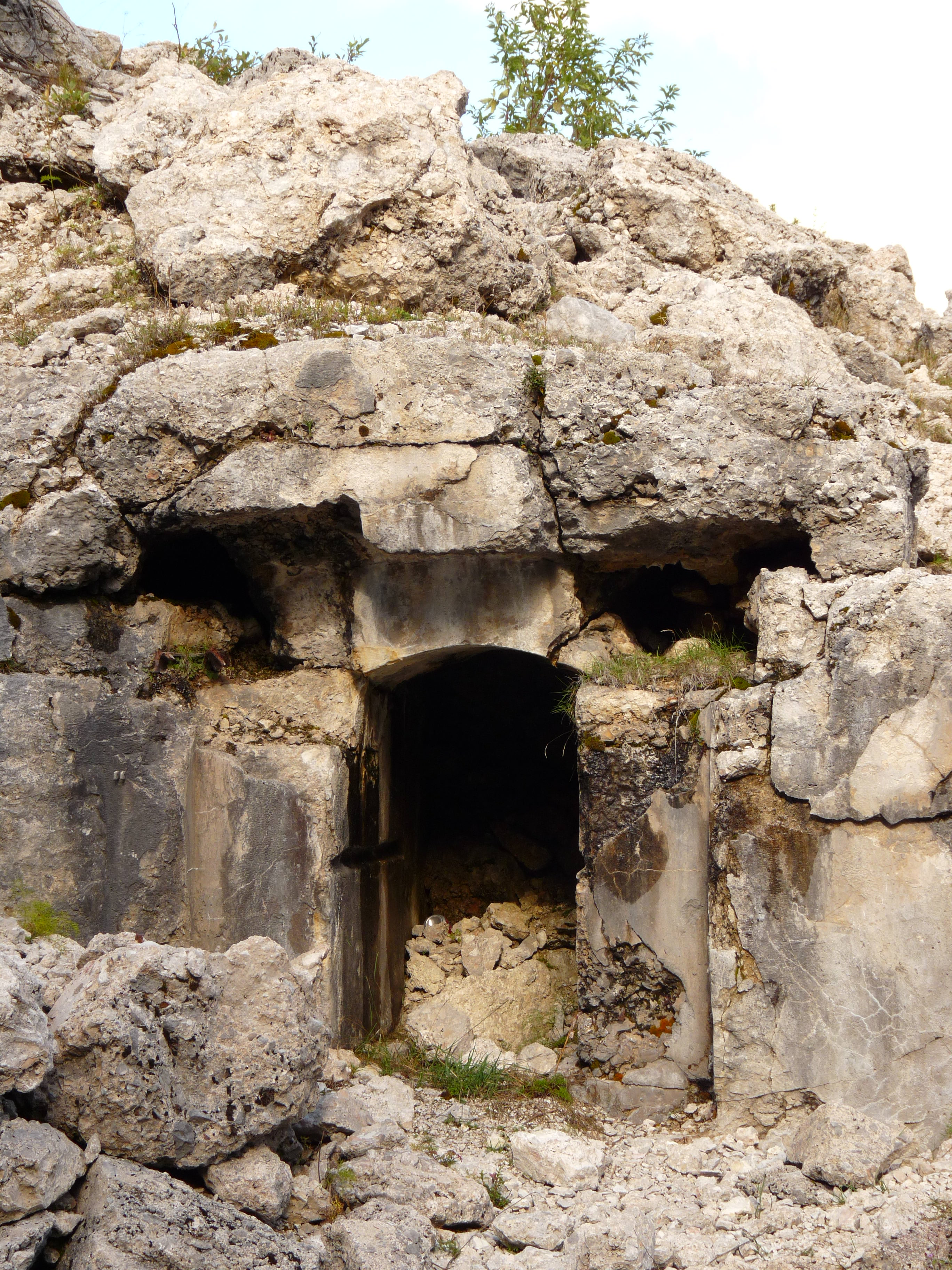
Detail jižní strany pevnosti fort Werle
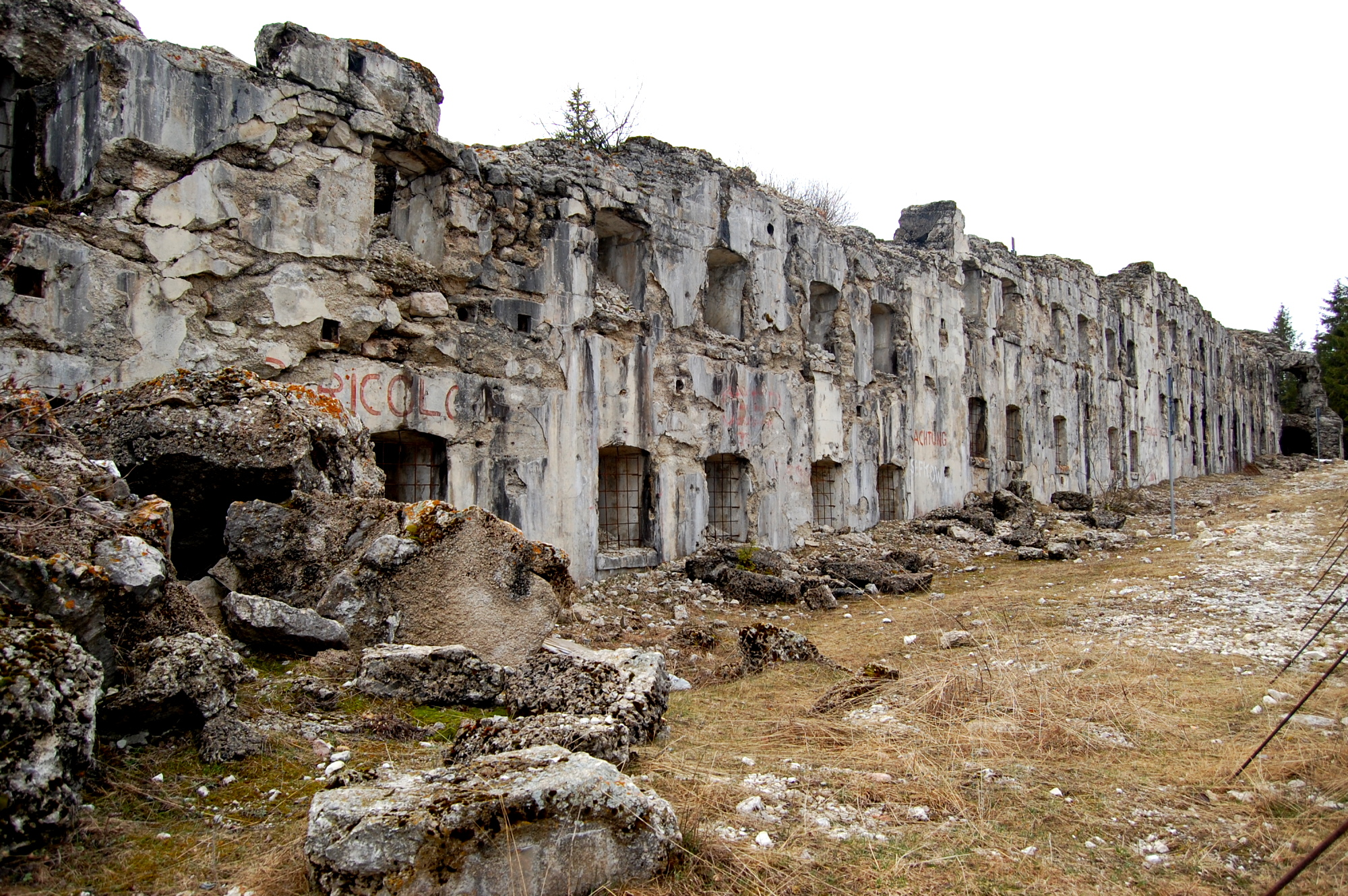
Pohled na pevnost z cesty vedoucí z průsmyku passo Vezzena